# Landesbausparkasse

Logo der Landesbausparkassen

Eine Landesbausparkasse (LBS) ist eine öffentlich-rechtliche Bausparkasse im Verbund der Sparkassen-Finanzgruppe.
Die Firmierung als „Landesbausparkassen“ soll sie von den privaten Bausparkassen abgrenzen. Die Gruppe der derzeit fünf Landesbausparkassen besteht aus Instituten, die überwiegend in der öffentlichen Trägerschaft eines oder mehrerer Bundesländer und/oder der jeweiligen Sparkassenorganisation stehen. Die Landesbausparkassen sind Mitglieder im Deutschen Sparkassen- und Giroverband (DSGV) und werden von dort durch die Bundesgeschäftsstelle Landesbausparkassen betreut.
Zwei Landesbausparkassen sind unselbständige Abteilungen oder Geschäftsbereiche einer Landesbank oder Sparkasse. Sie gelten dennoch, gemäß dem Bausparkassengesetz (BSpkkG), als selbständige Bausparkassen. Zwei Landesbausparkassen sind rechtsfähige Anstalten des öffentlichen Rechtes. Eine Landesbausparkasse firmiert als Aktiengesellschaft, gehört aber aufgrund ihres öffentlichen Auftrags und ihres regional begrenzten Tätigkeitsgebietes zur Gruppe der öffentlichen Bausparkassen.
Auf Grund der regionalen Gebietsaufteilung auf einzelne oder eine Gruppe von Bundesländern, stehen die Landesbausparkassen, im Gegensatz zu den bundesweit tätigen privaten Bausparkassen, untereinander nicht im Wettbewerb, sondern sind – parallel zu den Sparkassen – lediglich in ihrer satzungsgemäßen Region tätig (Regionalprinzip). Neben ihrem Kerngeschäft mit Bausparverträgen sind die Landesbausparkassen über ihre Immobiliengesellschaften (LBS Immobilien, in Bayern: Sparkassen-Immobilien) auch in der Wohnimmobilien-Vermittlung aktiv.

## Rechtsgrundlagen
Landesbausparkassen sind gemäß § 1 BauSpkG Kreditinstitute, deren Geschäftsbetrieb darauf gerichtet ist, Einlagen von Bausparern (Bauspareinlagen) entgegenzunehmen und aus den angesammelten Beträgen den Bausparern für wohnungswirtschaftliche Maßnahmen Bauspardarlehen zu gewähren. Der Bausparer schließt mit einer Landesbausparkasse zu diesem Zweck einen Vertrag, der Bausparvertrag genannt wird und ihm einen Rechtsanspruch auf Gewährung eines Bauspardarlehens gewährt (§ 1 Abs. 2 BauSpkG).
Als Kreditinstitute unterliegen auch die Landesbausparkassen dem Kreditwesengesetz (KWG), werden deshalb von der Bankenaufsicht BaFin überwacht und bedürfen einer Banklizenz nach § 32 KWG. Die Rechtsform der öffentlich-rechtlichen Bausparkassen unterliegt dem Landesrecht (§ 1 Abs. 2 BauSpG), weshalb sich obige Organisationsformen herausgebildet haben.

## Die einzelnen Landesbausparkassen
Es bestehen heute folgende regional organisierten Landesbausparkassen:

### Landesbausparkasse Süd

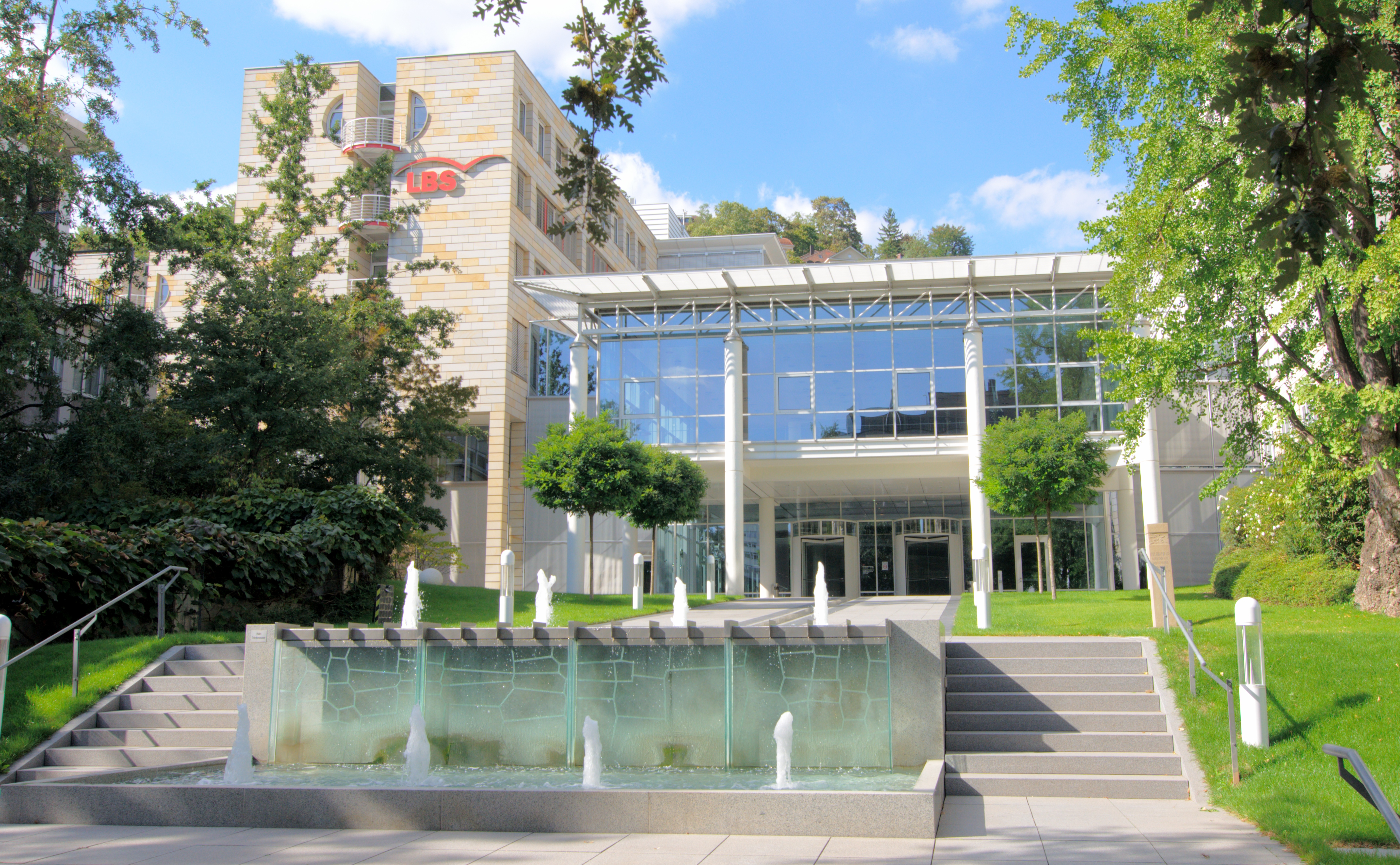
Verwaltungsgebäude in Stuttgart

- Rechtsform: Rechtsfähige Anstalt des öffentlichen Rechts
- Träger und Anteilseigner: Sparkassenverband Baden-Württemberg (51,2 %), Sparkassenverband Bayern (41,5 %) und Sparkassenverband Rheinland-Pfalz (7,3 %)[3]
- Geschäftsgebiet: Baden-Württemberg, Bayern und Rheinland-Pfalz[4]
- Sitz: Stuttgart und München[5]

Rückwirkend zum 1. Januar 2016 entstand die LBS Südwest aus der Fusion von LBS Baden-Württemberg und LBS Rheinland-Pfalz. Rückwirkend zum 1. Januar 2023 fusionierten die LBS Südwest und die LBS Bayern am 26. August 2023 zur LBS Süd. Dadurch entstand die größte deutsche Landesbausparkasse.

### Landesbausparkasse Hessen-Thüringen
- Rechtsform: Geschäftsbereich der Landesbank Hessen-Thüringen (geläufige Abkürzung „Helaba“)
- Anteilseigner: Sparkassen- und Giroverband Hessen-Thüringen (68,85 %), Land Hessen (8,1 %), Land Thüringen (4,05 %), Rheinischer Sparkassen- und Giroverband (4,75 %), Sparkassenverband Westfalen-Lippe (4,75 %), FIDES Beta GmbH (4,75 %), FIDES Alpha GmbH (4,75 %)
- Geschäftsgebiet: Hessen und Thüringen[7]
- Sitz: Offenbach/Main und Erfurt

### LBS Landesbausparkasse NordOst AG
- Rechtsform: Aktiengesellschaft
- Anteilseigner: Ostdeutscher Sparkassenverband (OSV, 66,5 %) Sparkassen- und Giroverband für Schleswig-Holstein (19,3 %), HASPA Finanzholding (14,2 %),
- Geschäftsgebiet: Hamburg, Schleswig-Holstein, Brandenburg, Mecklenburg-Vorpommern, Sachsen, Sachsen-Anhalt
- Sitz: Potsdam

Rückwirkend zum 1. Januar 2007 haben die LBS Bausparkasse Hamburg Aktiengesellschaft und die Landesbausparkasse Schleswig-Holstein AG die Fusion der beiden Institute vereinbart. Das Institut firmierte unter dem Namen LBS Bausparkasse Schleswig-Holstein-Hamburg AG. Mit Wirkung vom 1. September 2023 verschmolzen die Bausparkasse Schleswig-Holstein-Hamburg AG und die Ostdeutsche Landesbausparkasse AG (LBS Ost) auf die LBS Landesbausparkasse NordOst AG.

### LBS Landesbausparkasse NordWest
- Rechtsform: Rechtsfähige Anstalt des öffentlichen Rechts
- Träger: Norddeutsche Landesbank Girozentrale Hannover (Nord/LB), Sparkassenverband Niedersachsen (SVN), Landesbank Berlin Girozentrale Berlin (LBB), Rheinischer Sparkassen- und Giroverband, Sparkassenverband Westfalen-Lippe
- Geschäftsgebiet: Berlin, Niedersachsen, Nordrhein-Westfalen, Land Bremen

Mit Wirkung vom 1. Januar 2014 ist die Landesbausparkasse Bremen AG auf die LBS Westdeutsche Landesbausparkasse verschmolzen. Mit Wirkung vom 1. September 2023 verschmolzen die Norddeutsche Landesbausparkasse Berlin – Hannover (LBS Nord) und die Westdeutsche Landesbausparkasse (LBS West) auf die LBS Landesbausparkasse NordWest.

### Landesbausparkasse Saar
- Rechtsform: rechtlich unselbstständige Einrichtung der Landesbank Saar (SaarLB)
- Gewährträger/Anteilseigner: Saarland (74,9 %), Sparkassenverband Saar (25,1 %)
- Geschäftsgebiet: Saarland[9]

## Die Immobiliengesellschaften

### LBS Immobilien GmbH Südwest
- Rechtsform: Gesellschaft mit beschränkter Haftung (GmbH)
- Träger: Öffentlich-rechtliche Sparkassen-Finanzgruppe
- Arbeitsgebiet: Baden-Württemberg, Rheinland-Pfalz[10]

### LBS Immobilien GmbH NordWest
- Rechtsform: Gesellschaft mit beschränkter Haftung (GmbH)
- Träger: Öffentlich-rechtliche Sparkassen-Finanzgruppe
- Arbeitsgebiet: Nordrhein-Westfalen, Niedersachsen, Bremen, Berlin[11]

### LBS Immobilien GmbH Kiel
- Rechtsform: Gesellschaft mit beschränkter Haftung
- Träger: Öffentlich-rechtliche Sparkassen-Finanzgruppe
- Arbeitsgebiet: Schleswig-Holstein[12]

### LBS Immobilien GmbH Potsdam
- Rechtsform: Gesellschaft mit beschränkter Haftung (GmbH)
- Träger: Öffentlich-rechtliche Sparkassen-Finanzgruppe[13]
- Arbeitsgebiet: Brandenburg, Mecklenburg-Vorpommern, Sachsen-Anhalt, Sachsen, Berlin Ost[14]

### LBS Immobilien GmbH Saarbrücken
- Rechtsform: Gesellschaft mit beschränkter Haftung (GmbH)
- Träger: Öffentlich-rechtliche Sparkassen-Finanzgruppe
- Arbeitsgebiet: Saarland[15]

### Sparkasse Immobilien Bremen GmbH
- Rechtsform: Gesellschaft mit beschränkter Haftung (GmbH)
- Träger: Finanzholding der Sparkasse Bremen
- Arbeitsgebiet: Bremen[16]

### Sparkassen-Immobilien-Vermittlungs-GmbH
- Rechtsform: Gesellschaft mit beschränkter Haftung (GmbH)
- Träger: Stadtsparkasse München
- Arbeitsgebiet: Bayern, Hessen, Thüringen[17]

## Wirtschaftliche Aspekte
Kerngeschäft der Landesbausparkassen ist zunächst das Einlagengeschäft (Bausparen: Zwecksparen), das auf der Grundlage eines Bausparvertrags erfolgt. Nach der Zuteilung beginnt das Kreditgeschäft (Baufinanzierung). Landesbausparkassen kooperieren zu diesem Zweck im Rahmen der Sparkassen-Finanzgruppe und der Allfinanz mit den regionalen Sparkassen bei der Immobilienfinanzierung. Es handelt sich um eine Verbundfinanzierung, bei der zwei Kreditgeber (Sparkassen als Hausbanken und Landesbausparkassen) auf der Grundlage eines einzigen Kreditantrags und nur einmal eingereichter Kreditunterlagen (Beleihungsunterlagen) bei der Objektfinanzierung tätig werden. Hierbei sieht eine Arbeitsteilung vor, dass die Sparkassen beim Wohnungsbau erstrangige Hypothekendarlehen vergeben und die Landesbausparkassen die zweite Rangstelle – also das höhere Kreditrisiko – übernehmen („Finanzierung aus einer Hand“).